# Lulismo (movimiento)
Lulismo es un fenómeno político ocurrido en Brasil alrededor del presidente Luiz Inácio Lula da Silva. El término fue acuñado en artículos y tesis del politólogo André Singer.
 Varios políticos de América Latina se refieren a él con el nombre de Consenso de Brasilia, en oposición al Consenso de Washington, o como el modelo brasileño.
Nacido durante la campaña presidencial de 2002, el lulismo representó a la salida de componentes importantes del programa adoptado por el Partido de los Trabajadores (Brasil) hasta fines de 2001 y el abandono de las ideales de izquierda, de la movilización y la organización popular. El lulismo buscó un camino de reconciliación, desde el carisma de Lula, con grandes sectores conservadores brasileños. Bajo el signo de la contradicción, el lulismo se constituye como un gran pacto social conservador, que combina el mantenimiento de la política económica del gobierno de Fernando Henrique Cardoso (1995-2002) con las políticas distributivas fuertes bajo el gobierno de Lula (2002-2010). Por estas características, el lulismo inventó una nueva vertiente ideológica,[cita requerida] bajo intereses que muchos creen que no coinciden, expresado en la continuidad de la política macroeconómica del gobierno FHC en el gobierno Lula basado en tres pilares: las metas de inflación, cambio flotante y el superávit de las cuentas públicas.
Otra característica que diferencia al lulismo de un verdadero movimiento político de representatividad institucional es el hecho de que el lulismo no está conectado a un partido solo. Por el contrario, el lulismo se superpone a los partidos políticos, incluido el propio Partido de los Trabajadores (Brasil), fundado por Lula.Es parte de la ola izquierdista latinoamericana conocida como Socialismo del siglo 21.

## Características
El lulismo buscó la reconciliación entre Lula y el gran sector conservador brasileño. Irónicamente es un pacto social conservador que combina la política económica de Fernando Henrique Cardoso con las políticas distributivas del gobierno de Lula .
Bajo los auspicios de la conciliación, el lulismo representa un "apaciguamiento de los conflictos sociales, de los cuales la burguesía siempre ha tenido demasiado miedo, especialmente en un país de gran desigualdad como es el caso de Brasil" porque prevé una "agenda de reducción de la pobreza y la desigualdad, pero bajo la égida de un reformismo débil".  Este modelo de cambio social se explica como una "variante conservadora de la modernización" en la que el Estado tiene un "papel destacado en el apalancamiento de los más pobres", asegurando que los problemas estructurales sociales brasileños no serán tocados (en otras palabras, sin entrar en conflicto con los intereses financieros de la élite conservadora).  El lulismo "inventó nuevas banderas ideológicas y subsindicales que parecían combinar" la continuidad de los gobiernos Lula y Cardoso en una política macroeconómica basada en tres pilares, a saber, el control de la inflación, un tipo de cambio flotante y un superávit presupuestario.

## Declive
las Protestas en Brasil de 2013 ya eran una señal de advertencia de que el lulismo iba mal. Al año siguiente, comenzó la crisis económica de 2014, que obligó a Dilma a retroceder y dañó la nueva matriz económica.  Más tarde, con el ascenso del bolsonarismo, el lulismo volvió a crecer en paralelo. Ambos fenómenos no tienen proyectos ampliamente antagónicos, teniendo en común, por ejemplo, un proyecto de estado-nación llamado "desarrollo en dependencia".
Con acontecimientos posteriores en la política brasileña, como la destitución de Dilma Rousseff, el arresto de Lula el 7 de abril de 2018 y la reforma de las leyes laborales del presidente Michel Temer, algunos comentaristas políticos abogan por una segunda fase del lulismo, ahora más radical y más orientado a la izquierda.

## Resurgimiento
Las controversias sobre la Operación Lava Jato, la anulación de la condena de Lula y las controversias sobre la gestión de la pandemia COVID-19 por parte del Gobierno de Bolsonaro, entre otros factores, llevaron al resurgimiento del Lulismo, que culminó con la victoria de Lula en 2022.

## Legado
Varios políticos latinoamericanos como Ollanta Humala, José Mujica, Mauricio Funes y Fernando Lugo han citado el lulismo y el chavismo como modelos políticos y alternativas al Consenso de Washington.

## Imperialismo brasileño
Aunque el lulismo se relaciona formalmente con la izquierda, varios sectores de la periferia sudamericana ven a la ideología y sus políticas como una forma de «imperialismo o sub-imperialismo» del Brasil, el expresidente boliviano Carlos Mesa llegó a decir que «Bolivia ve a Brasil como un país expansionista e imperialista», incluso un mandatario abiertamente lulista como el peruano Ollanta Humala advirtió que su país no quiere repetir una conocida frase atribuida al mexicano Porfirio Díaz, en referencia al interés de grupos brasileños de aprovecharse de la debilidad de las fuerzas productivas del Perú; el diario ABC Color en una nota periodística dijo que para Paraguay el imperialismo lulista sigue intacto con Dilma Rousseff en lo que se refiere a los intereses brasileños en la represa de Itaipú.
La fuerte influencia de multinacionales como Odebrecht, Petrobras, Votorantim, Vale S.A., Gerdau y JBS S.A., que crecieron y tienen nexos con el lulismo, en la economía y política de los países hispanohablantes sudamericanos también es visto como una forma de imperialismo brasileño, un trabajo investigativo de la Pontificia Universidad Católica del Perú mostró que el 45,9% de las reservas probadas y probables de gas, el 39,5% del petróleo y dos refinerías de Bolivia estaban bajo el poder de Petrobras entregadas por la presidencia de Evo Morales, simpatizante y aliado político de Lula, así mismo el trabajo describe la construcción de la ruta interoceánica Brasil-Perú como exclusivamente de uso y beneficio de la burguesía brasileña.
El escritor uruguayo Raúl Zibechi lo describe de la siguiente manera:

Ese ascenso de Brasil se sostiene sobre la alianza entre las elites brasileñas y el aparato estatal, alianza que, paradójicamente, se ha fortalecido desde la llegada al poder del Partido de los Trabajadores (PT) de Lula, en 2002. Al contrario que en otros países de la región, la burguesía brasileña tiene un claro proyecto político y ha obtenido el apoyo del lulismo para llevarlo a cabo: “busca un reposicionamiento ventajoso de Brasil en la división internacional del trabajo”, y eso se traduce en una “concentración y centralización del capital para competir fuera de sus fronteras”. En otras palabras, ha calado la idea de que, para tener algo que decir en el tablero global, un país debe ser sede de fuertes compañías transnacionales.

En una nota el diario brasileño Correio Braziliense mencionó que «los brasileños somos los nuevos imperialistas de la región», y el sitio web peruano Punto de Encuentro dijo que «el proyecto de los petistas [en referencia al Partido de los Trabajadores (PT)] no era crear un mercado común sudamericano. Brasil daba, bajo el lulismo, el abrazo del oso a los países sudamericanos».

### Crítica
El mismo expresidente brasileño Fernando Henrique Cardoso expresó que el Brasil «tendrá que tener mucho cuidado para no transformar la predominancia (regional) en hegemonía, que no conviene» ante los temores del imperialismo lulista, por otro lado, la misma Cancillería de Brasil negó las acusaciones de imperialismo y expansionismo bajo el lulismo.